# Myxine mcmillanae
Myxine mcmillanae is een kaakloze vissensoort uit de familie van de slijmprikken (Myxinidae). De wetenschappelijke naam van de soort is voor het eerst geldig gepubliceerd in 1991 door Hensley.